# BIM
BIM（ビー・アイ・エム、ビム、Building Information Modeling）は、建築物や土木構造物のライフサイクルにおいてそのデータを構築管理するための工程である。典型的には、3次元のリアルタイムでダイナミックなモデリングソフトウェアを使用して建築物及び土木構造物の設計、建設及び維持管理の生産性を向上させる。この工程でBIMデータを作成し、そこには形状、空間関係、地理情報、建物部材の数量や製品エネルギー消費量など特性が含まれる。

## BIMの起源
1つの説は米国ジョージア工科大学のチャールズ・イーストマン教授が発案したとするものである。この説は「ビルディングインフォメーションモデル」が「ビルディングプロダクトモデル」と基本的に同義であるという見方に基づいており、この言葉は1970年代後半からEastman教授が書籍(Eastman 1999)や報告で頻繁に使用している（「プロダクトモデル｣とは、エンジニアリングにおける「データモデル」あるいは「インフォメーションモデル」を指す）。
いずれにせよこの用語は、Jerry Laiserin によって、デジタル形式による情報の変換および相互運用を支援するための建設工程のデジタル表現を指す一般的な名前として認知された、という事で意見は一致している。

## 定義
BIMには、形状、数量、構造物要素のプロパティ（例えばメーカー情報など）、地理情報など様々な情報が含まれている。BIMは、建設工程および施設管理を含む、建物のライフサイクル全体を表現するために使用される。ユーザーインターフェースとして、3次元モデルで表現されることが多いが、データベースと捕らえると理解しやすい。従って、様々な情報を簡単に抽出することができる。
BIMは、形状だけでなくコストマネジメントやプロジェクトマネジメントの分野も絡んでおり、建設工程の大部分を同時に作業する手法を提供しているので、製品開発の分野でのプロダクトライフサイクルマネジメントとの組み合わせ (建物のライフサイクル管理) で捉えることができる。
BIMは、新しいソフトウェアに移行する程度の変化でなく、従来の建築の定義を一変させ、職種や人員配置、情報の共有や管理の徹底が必要となる。
BIMで用いられる3次元CADツールは、建物を構成する要素を部品化し情報を付加して作成している。このBIMモデルは、これまでの2次元CADで表現していた線の集合体と比べ飛躍的な進化といえる。
支持者の間では、BIMでは、各関係者がBIMモデルに対して作業する間、入手した全ての情報を追加および参照することができるため、意匠から施工、および建物所有者や管理者間のプロジェクト処理で発生する情報の欠落を埋めるために利用できると期待されている。例えば、建物所有者は建物に水漏れがある可能性を発見したとする。実際の建物を調べる代わりに、BIMを利用して現場に蛇口があることを発見することができる。適切なコンピューター能力があれば、過去に検索した蛇口のサイズ、メーカー、型番、その他全ての情報を含めることも可能である。このような問題は、建物災害時における脆弱性の発見に対応するために施設の内容や危険の脆弱性説明を作成する際に、Fernanda Leite氏（テキサス大学オースティン校助教）や他の人が最初に取り組んだ。
古い既存の施設においてBIMデータ化をする試みもある。一般的に、施設状態インデックス(FCI; Facility condition index)などの主要な評価基準を取り込んでいる。このモデルの有効性は時間をかけて考察する必要がある。例えば1927年に建設された建物をモデル化するには、設計手法、建築基準法、建設方法、材質など過去に遡った様々な作業が必要となり、現在進行中のプロジェクトでBIM化するより複雑になると想定される。
アメリカ建築家協会では、BIMを「プロジェクト情報データベースに連動したモデル技術」と定義しており、基本的にこれは、データベース技術を基礎。将来的には、仕様など、構造化された文字情報を検索し、地域、全国、および国際基準に関連付けることができるようになる。
国際標準化機関（ISO）では、BIMは、ISO19650-1:2018「BIMを含む建築物及び土木構造物に関する情報の組成及びデジタル化ーBIMを活用した情報マネジメントー第１部　概念及び原則」(（仏）Organisation et numérisation des informations relatives aux bâtiments et ouvrages de génie civil, y compris modélisation des informations de la construction (BIM) — Gestion de l'information par la modélisation des informations de la construction —Partie 1:Concepts et principes (英）Organization and digitization of information about buildings and civil engineering works, including building information modelling (BIM) — Information management using building information modelling —Part 1: Concepts and principles）で、「意思決定のための信頼できるベースを形成する、設計、建設及び運用プロセスを円滑にする目的の建設資産の共有デジタル表現の使用」（パラ3.3.14)と定義されている。建設資産には、建築物と、道路、橋梁、鉄道、発電プラント、港湾などに係る構造物が含まれている。
ISO 19650-1：2018は、基本的にBIMの成熟度を3つの段階に識別している。
BIM Stage 1 ：2DCADの成果物と3DBIMモデル（情報モデル）を組み合わせたBIMであり、プロジェクト管理のために国が定めた規制や要件を満たすものである。
BIM STAGE 2：個別分野（構造、建築、設備システムなど）毎の情報モデルを統合し、国際標準ISO 19650に適合して、個別の建設プロジェクトのライフサイクルに亘る情報の統合管理を保証する。
BIM STAGE 3：有益なBIM Stage2のデータを構造化データベースシステムに蓄積することで、建設プロジェクトに携わる者がすぐに必要なモデルやデータなどを検索調査することや建設プロジェクトの企画段階からBIMによる管理システムとその運用シミュレーションをネットワーク上で効率的で迅速に実施することを可能とする。　

## モデリングガイドライン
モデリングガイドラインは、1つのシステムから別のシステム、1人のユーザーから別のユーザーへと効率的に情報を提供する際に重要な役割を果たす。典型的なモデリングガイドラインでは、特定の変換ファイル形式か、受信側のファイル形式処理機能を定義し、モデルの情報内容を制御する。

## 期待されている可能性
BIMは現在、簡単な倉庫から多くの複雑な最新建物まであらゆる形態の建物に関連した事業で利用されているが、BIMによるデザイン手法はまだ発展途上といえる。 
BIMでは、意匠設計者、測量技術者、構造設計者から、ゼネコン、施工業者、そして所有者へ、仮想モデルデータを提供し、それぞれの専門分野知識の追加や単一モデルへの変更管理などの可能性を提供する。結果として、プロジェクトの所在が移動するたびに発生する情報の欠落を大幅に削減し、複雑な建物の所有者に現在期待されているよりも大量の情報を納品できるようになると期待されている。
BIMで干渉チェックを行うことで、コンピュータ上で建物部材が干渉している部分を特定したり、建物全体における特定部分の関係をコンピューター上で詳細に再現できるので、意匠設計や施工工程におけるミスや手戻りを大幅に削減されると期待されている。コンピュータやソフトウェアの進歩により大量の建物情報を処理できるようになり、設計や施工段階での効果が得られやすくなっている。これらの事前に削減されるミスにより、プロジェクトに携わるすべての関係者のコスト削減につながっている。
最近の手法であるgbXMLは、BIMに関連した開発の一部であり、グリーンビルディング設計および管理に特化している。
前述のISO19650-1は、序文で「BIMを使用する場合に、建設資産のライフサイクルに亘る情報マネジメント及び制作をサポートする」ことと定義されている。また、「BIMの「成熟度のステージ２は、”ISO19650シリーズに準拠したBIM”として識別される。」（パラ４．２）と定義されており、その適用範囲は「戦略的な計画策定、初期設計、エンジニアリング、開発、文書化及び建設、日常的な運用、保守、改修及ぶ廃止を含む、建設資産のライフサイクル全般に適用される。」と規定されている。つまり、ISO19650シリーズは、建設資産のライフサイクルに亘り、エネルギー消費管理や改修や廃止に伴う省資源およびリサイクルの推進などを含めた建設資産管理の効率化、円滑化などを目指している。わが国におけるBIM/CIMに係る動向は、成熟度２に至る以前の水準であるが、EU加盟国においては、制定済みのISO19650シリーズすべてが既に自国の任意標準（JISも任意標準）になっており、EUのカーボン・ゼロエミッションに係る施策の１つとして位置づけられている。

## 日本における動向
日本では様々な試行が行われているが、アメリカやアジアの新興国のように通常業務として普及しているとは言い難い。これは、日本の建築関係者のリテラシーが均一であることが影響しているといわれている。BIMが普及した国の背景には、建築の下流部に携わる労働者のリテラシー（労働者の多数を移民など施工国の母国語に精通していないなどの状況）が影響しているという意見がある。
日本国内に流通している製品は、日本独特の建築工法や法規に十分に対応しておらず、工法や確認申請のテンプレートや部材をユーザー自身が作成しなければならないことも普及を遅らせている。ARCHICAD、Revit、GLOOBEでは、大手のゼネコンや設計事務所・ユーザーグループが作成したテンプレート・部材に依存している状況がある。
日本では独自に発展した建築3次元CADと呼ばれる製品群が存在する。これらの製品は設計思想がBIMとは異なり、データの互換性や流通性に乏しく、メーカーもIFC仕様等への歩み寄りに消極的なため（例：GLOOBEを開発する福井コンピュータアーキテクトは、建築3次元CADとしてARCHITREND ZEROを販売しているが、両ソフト間でIFCデータでの互換性はない）、ユーザーがBIMのメリットを体験する機会を阻害している一因となっている。
海外では一般化しつつある「ステージ２のBIM」を使用するためには、発注者、元請け受注者、下請け受注者、コンサルタント、その他のサプライチェーン関係者がISO19650-1に準拠して行動することが不可欠であるが、BIMの要件を規定する発注者の役割が国内では十分に理解されていないことからはたされていないため、受注者などがISO19650に準拠しようとしても実施できない状況にある。
WTO政府調達協定の適用対象となる大規模工事案件については、同協定第１０条（技術仕様書及び入札説明書）の2（b）では、「国際規格が存在するときは当該国際規格、国際規格が存在しないときは国内の強制規格、認められた国内の任意規格又は建築規準に基づいて当該技術仕様を定めること。」と規定されており、BIMによる建設資産に係る国際規格であるISO19650シリーズが厳然と存在しているため、BIMを使用する建設工事に関してはISO19650シリーズを適用することになっている。なお、国土交通省では、令和５年度までにすべての公共工事にBIM/CIMを適用することを公表しているが、BIM/CIMはステージ１のBIMの低い水準にあるため、政府調達協定によるISO19650シリーズの適用は必ずしも必須ではない可能性がある。
令和４年当初の段階では、日本がISO19650シリーズを採用しているとは言えないまでも、「採用していないとは言えない」状況にある。

## BIMソフトウェア
☆はコンピュータ教育振興協会「BIM利用技術者試験 準1級/1級」の受験対象ソフトに選定されているもの。

### 3D BIM
- Allplan（ドイツ語版） (ALLPLAN Deutschland (Nemetschek（英語版）グループ))
- ☆ ArchiCAD　(グラフィソフト (Nemetschekグループ))
- BricsCAD BIM (Bricsys（ヘキサゴングループ）)
- CADWe'll Tfas/TfasE　(株式会社ダイテック)
- CADEWA Real　(株式会社富士通システムズ・ウエスト)
- ☆ GLOOBE Architect (福井コンピュータアーキテクト)
- KAPシステム　(日本ファブテック)
- MicroStation　(ベントレー)
- Rebro　(ＮＹＫシステムズ)
- ☆ Revit　(オートデスク)
- Tekla Structures　(Trimble Solutions←Tekla)
- ☆ Vectorworks Architect等 (Vectorworks, Inc. (Nemetschekグループ))

### 4D/5D BIM
3D BIMに加えて時間軸 (工程管理、4D)、コスト管理 (5D)などを導入したもの。
- GLOOBE Construction (福井コンピュータアーキテクト)
- Synchro　(ベントレー←Synchro Software[10])
- Navisworks（英語版）　(オートデスク)
- Vico Office　(Trimble（英語版）)
- iTWO　(RIB Software（英語版）)